# Monodontomerus osmiae
Monodontomerus osmiae är en stekelart som beskrevs av Kamijo 1963. Monodontomerus osmiae ingår i släktet Monodontomerus och familjen gallglanssteklar. Inga underarter finns listade i Catalogue of Life.